# Aleksandra Zych

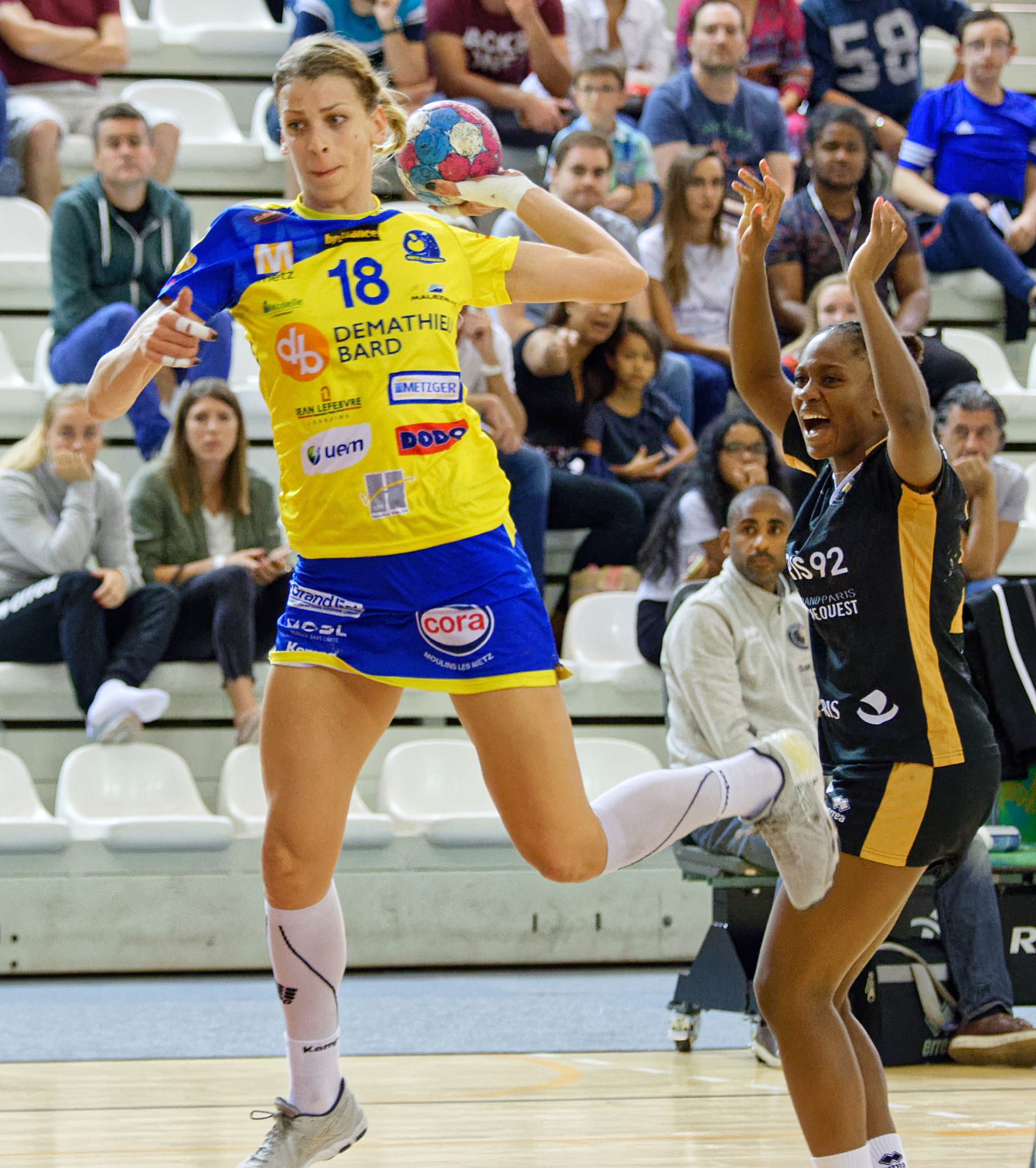
Rencontre de la 5e journée de la LFH entre Paris 92 et Metz Handball. A Issy-Les-Moulineaux, le 16 septembre 2018.

Aleksandra Zych, née le 28 juillet 1993 à Wałbrzych, est une handballeuse internationale polonaise, évoluant au poste d'arrière droite.

## Biographie
Avec l'équipe de Pologne, elle participe au championnat du monde 2015 et termine à la 4e place.
Pour la saison 2018-2019, elle quitte la Pologne pour s'engager avec le Metz Handball où elle succédera à Ana Gros au poste d'arrière droite. Durant une saison en demi-teinte du point de vue personnel, elle participe néanmoins à la belle saison messine durant laquelle le club atteint les demi-finales de la Ligue des champions et remporte le championnat et la coupe de France.
Après un an en Lorraine, elle rejoint le championnat allemand et le club du Borussia Dortmund.

## Palmarès

### Club
- Compétitions internationales :
  - Quatrième de la Ligue des champions en 2019 (avec Metz Handball)
- Compétitions nationales :
  - Championne de France en 2019  (avec Metz Handball)
  - Championne de Pologne en 2017 (avec Vistal Gdynia)
  - Vainqueur de la coupe de France en 2019 (avec Metz Handball)
  - Vainqueur de la coupe de Pologne en 2014, 2015 et 2016 (avec Vistal Gdynia)

### Sélection nationale
- Championnats du monde :
  - Quatrième du championnat du monde 2015